# Heinrich Remigius Fries
Heinrich Remigius Fries (* 1. Juli 1812 in Frankfurt am Main; † 7. August 1875 ebenda) war ein Unternehmer und Politiker der Freien Stadt Frankfurt.
Heinrich Remigius Fries war Handelsmann und Fabrikant in Frankfurt am Main. Er übernahm das von seinem Vater Johann Simon Fries gegründete Unternehmen und machte es zu einem europaweit führenden Unternehmen unter der Firma J. S. Fries Sohn. Besondere Bekanntheit erlangte das Unternehmen in Frankfurt durch den Bau des Eisernen Stegs über den Main (1867–1869).
Am 25. Oktober 1848 wurde er in die Constituierende Versammlung der Freien Stadt Frankfurt gewählt. Er gehörte 1858 bis 1866 dem Gesetzgebenden Körper und 1860 bis 1866 der Ständigen Bürgerrepräsentation an.